# 契木術

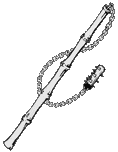
契木

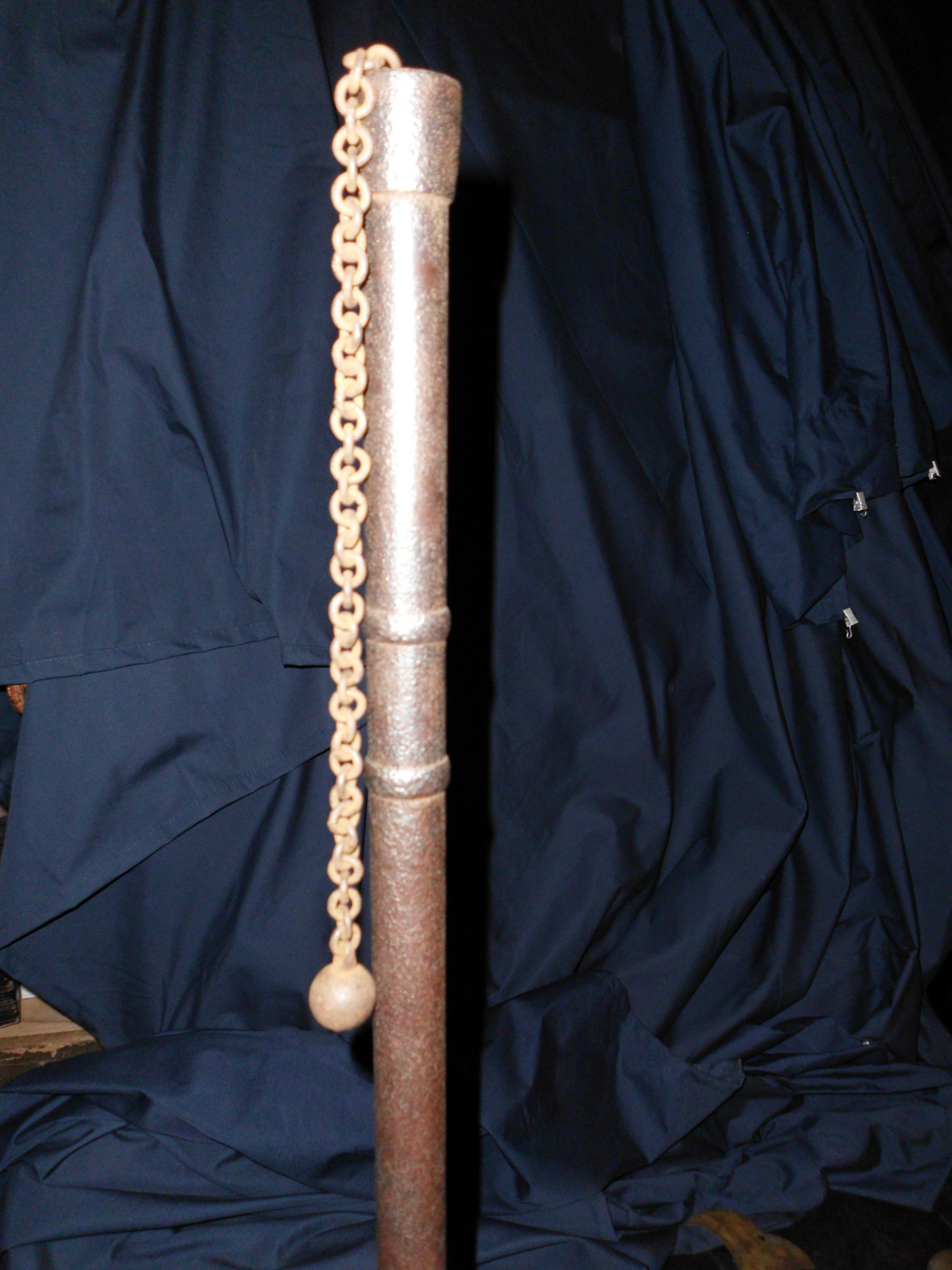
鉄製の契木

契木術（ちぎりきじゅつ）は、日本の武術の一種。契木（ちぎりき）は、樫などの堅い木の棒の先端に鉄製の石突と鎖分銅がついた武具・捕具である。鎖は、単に棒の先端に固定されているものと、棒の中の空洞に収まっていて振り出し式になっている振り杖と呼ばれるものがある。分銅で相手を打ったり、巻きつけて動きを封じるといった使用法がある。
また、ほぼ胸の高さに達する長さ（ほぼ四尺：120cm前後）であることから「乳切木」とも表記される。「諍い果てての棒乳切木」という慣用句が示すように、かつての農村における喧嘩の道具としては棒と並んで一般的なものであった。ただし、日常的には重い物の運搬時に肩にかける棒や物の重さを計測するために使用される民具であり、鎖分銅を取り付けた「乳切木」は武芸に使用するために改造されたものである。
武器として使用されるに至る歴史には不明な点が多く、特殊な武術といえる。鎖鎌と同じく一流派としては独立することなく、あくまでも総合武術の一部として取り入れられ、長さも使用者によりまちまちであった。
荒木流、気楽流、笹光流、無拍子流、當田流、堤宝山流、鏡新明智流、戸田流、初実剣理方一流、など、いくつもの流儀に含まれていた。特に、念流、中条系の流派によく見られたようである。

## 気楽流契木の規格の一例
| 棒の長さ     | 約五尺七寸二分 | 約1.72m  |
| 鎖の長さ     | 約二尺五寸四分 | 約76cm   |
| 棒の太さ     | 直径約一寸三分 | 約4cm    |
| 石突きの長さ | 約三寸         | 約9cm    |
| 千段巻の長さ | 約一尺         | 約30cm   |
| 全体の重量   | 約三六〇匁     | 約1.35kg |